# Ruine Stein (Sachsen)
Die Ruine Stein ist die Ruine einer Spornburg am Seeufer der Talsperre Pirk nahe dem Ortsteil Planschwitz der Stadt Oelsnitz/Vogtl. im Vogtlandkreis in Sachsen.

## Lage
Die Höhenburg in Spornlage befindet sich 500 m nördlich von Planschwitz auf einem Felsvorsprung über der Weißen Elster. Heute am Rande der Talsperre Pirk.

## Geschichte
Die Burg wurde von der Ministerialenfamilie, den Vögten von Plauen, erbaut, gehörte wie die nahegelegene Burg Planschwitz zu den landesherrlichen Burganlagen, und wurde erstmals 1327 als „munitio lapis“ und im Jahr 1329 im Besitz des Heinrich von Machwitz ("Heinricus de Machwicz dictus de lapide") erwähnt, der die Landesherrschaft im Auftrag der Vögte absicherte.
In den folgenden Jahren verlor die Burg ihre Bedeutung als Grenzbefestigung. 1358 gewann sie nach dem Verlust des südlichen Vogtlands an die Wettiner wieder an Wert und wurde Anfang des 15. Jahrhunderts erneut ausgebaut, bis sie Ende des 15. Jahrhunderts endgültig ihre militärische Bedeutung verlor. 1519 wurde sie von Herzog Johann von Sachsen an die Gebrüder von Zedtwitz verlehnt. Im Dreißigjährigen Krieg wurde die Burg zerstört. Bis in das 18. Jahrhundert wurde die Burganlage bewohnt und der Wirtschaftshof als Vorwerk betrieben.

## Beschreibung
Die Burganlage, ehemals auf einem Felssporn über der Weißen Elster, hat ein Kernwerk von 26 mal 22,5 Meter und war von einem in den Fels geschlagenen 6,5 Meter breiten Abschnittsgraben geschützt, vor dem sich südlich der Rest eines Rundturms mit einem äußeren Durchmesser von 4,2 Meter und einer Mauerstärke von 0,5 Meter befindet. Vor dem Graben befand sich eine Außenmauer mit für Feuerwaffen geeigneten Bastionen. Der zweiräumige Palas der Burganlage war teilunterkellert und hatte eine Umfassungsmauer auf drei Seiten des Gevierts.
Die Burgruine, die seit dem 15. Oktober 1959 als Bodendenkmal geschützt ist, wird zum Teil vom Wasser der Talsperre Pirk überspült und ist nur noch zum Teil einsehbar.
Im Areal gemachte Funde stammen aus dem 14.–17. Jahrhundert.